# Membre de Chilly
Le membre de Chilly se trouvait à Chilly et appartenait à la commanderie de Balizy était rattaché au prieuré hospitalier du Temple de la langue de France.

## Origine
Cette terre et cette seigneurie de Chilly qui avaient été rattachées à la commanderie de Balizy avait été achetée à Nicolas Bascle de Meudon, écuyer, en 1386.

## Sources
- Eugène Mannier, Les commanderies du grand prieuré de France d'après les documents inédits conservés aux archives nationales à Paris, Paris, 1872 (lire en ligne)